# Isabelle (паром)
Isabelle — (до 2013 года Isabella) грузо-пассажирский паром эстонской компании Tallink, построенный в 1989 году на верфи Brodogradilište Split в Сплите, Югославия. Судами-близнецами являются паромы Amorella, Crown Seaways и Gabriella. С 6 мая 2013 года судно осуществляет грузопассажирские перевозки на линии Рига — Стокгольм.

## История судна
Судно под строительным номером 357 было заложено на судостроительной верфи Brodogradilište Split в Сплите, Югославия и 13 августа 1988 года спущено на воду. Церемония крещения судна с присвоением имени Isabella состоялась 5 июня 1989 года. До 1995 года собственником и оператором судна являлась судоходная компания SF Line, а в 1995—2013 годах — Viking Line. В апреле 2013 года судно было продано эстонской судоходной компании Tallink для замены судна Silja Festival на линии Рига—Стокгольм.
- Isabella компании Viking Line в Архипелаговом море 19 мая 2008 года